# 10361 Bunsen
10361 Bunsen eller 1994 PR20 är en asteroid i huvudbältet som upptäcktes den 12 augusti 1994 av den belgiske astronomen Eric W. Elst vid La Silla-observatoriet. Den är uppkallad efter den tyske fysikern och kemisten Robert Wilhelm Bunsen.
Asteroiden har en diameter på ungefär 2 kilometer.